# Dorstenia belizensis
Dorstenia belizensis är en mullbärsväxtart som beskrevs av C.C. Berg. Dorstenia belizensis ingår i släktet Dorstenia och familjen mullbärsväxter. Inga underarter finns listade i Catalogue of Life.